# 20 juli
20 juli är den 201:a dagen på året i den gregorianska kalendern (202:a under skottår). Det återstår 164 dagar av året.

## Återkommande bemärkelsedagar

### Nationaldagar
- Colombias nationaldag (till minne av självständigheten från Spanien, som utropades denna dag 1810)

### Flaggdagar
- Norge: Kronprins Haakon Magnus födelsedag

### Övriga dagar
- Argentina,  Brasilien och  Uruguay: Vänskapens dag, för att främja vänskap och förståelse mellan folken (sedan 1969, till minne av månlandningen, som hela världen följde tillsammans)

## Namnsdagar

### I den svenska almanackan
- Nuvarande – Margareta och Greta
- Föregående i bokstavsordning
  - Elias – Namnet förekom på dagens datum under 1600-talet, men flyttades 1701 till 17 april, där det har funnits sedan dess.
  - Greta – Namnet infördes 1986 på 13 mars, men flyttades 1993 till dagens datum och har funnits där sedan dess.
  - Margareta – Namnet har, till minne av en martyr vid namn Margareta av Antiochia, som dog 304, funnits på dagens datum sedan gammalt och har inte flyttats.
  - Margit – Namnet infördes på dagens datum 1986, men flyttades 1993 till 15 juni, där det har funnits sedan dess.
  - Margret – Namnet infördes på dagens datum 1986, men utgick 1993.
- Föregående i kronologisk ordning
  - Före 1701 – Margareta och Elias
  - 1701–1900 – Margareta
  - 1901–1985 – Margareta
  - 1986–1992 – Margareta, Margit och Margret
  - 1993–2000 – Margareta och Greta
  - Från 2001 – Margareta och Greta
- Källor
  - Brylla, Eva (red.): Namnlängdsboken, Norstedts ordbok, Stockholm, 2000. ISBN 91-7227-204-X
  - af Klintberg, Bengt: Namnen i almanackan, Norstedts ordbok, Stockholm, 2001. ISBN 91-7227-292-9

### Finlandssvenska almanackan
- Nuvarande från 2025[1] – Margareta, Greta, Margit, Gretel, Margita, Marit, Meja
- I föregående revideringar[a][2]
  - 1929–1949 – Margareta, Greta
  - 1950–1972 – Margareta, Greta, Margit
  - 1973–1999 – Margareta, Margit, Greta, Gretel
  - 2000–2009 – Margareta, Margit, Marit, Greta, Gretel
  - 2010–2019 – Margareta, Margit, Marit, Margita, Greta, Gretel
  - 2020–2024 – Margareta, Margit, Greta, Gretel, Margita, Marit, Meja

## Händelser
- 514 – Redan dagen efter förre påven Symmachus död väljs Hormisdas till ny påve, utan motstånd. En av hans första åtgärder i sitt nya ämbete är att avlägsna de sista resterna av schismen med motpåven Laurentius (som avled 507), genom att låta de sista av hans anhängare återinträda i kyrkan.
- 1402 – Timur Lenk leder sin dynasti till seger över osmanerna i slaget vid Ankara och tillfångatar den osmanske sultanen och befälhavaren Beyazit I. Då sultanen nu är tillfångatagen kommer det osmanska riket att stå utan regent i elva år, då hans söner strider om makten, vilket kommer att kallas det osmanska interregnumet. Beyazit förblir fånge hos timuriderna till sin död i mars året därpå och enligt rykten ska han ha blivit grymt behandlad. Samtida källor säger dock, att han blir mycket väl behandlad och att Timur Lenk till och med sörjer hans död. Även om slaget blir en seger för timuriderna lyckas osmanska riket efter interregnumets slut (1413) snabbt återhämta sig och under 1400-talet börja gå mot sin höjdpunkt under 1500-talet. Timuridriket råkar dock i stället i kaos efter Timur Lenks död 1405 och inleder sin 100-åriga nedgång innan det slutligen erövras av grannarna 1507.
- 1592 – Sedan japanerna har inlett en invasion av Korea tidigare samma år lyckas de denna dag inta den koreanska huvudstaden Pyonjang. Detta leder till att den koreanske kungen Seonjo av Joseon vänder sig till Mingdynastins Kina och begär hjälp därifrån. Året därpå lyckas därför en gemensam koreansk-kinesisk styrka återta huvudstaden. Invasionen pågår i princip till 1596, då man inleder fredsförhandlingar, men är över först 1598, sedan invasionens ledande general Toyotomi Hideyoshi har dött och japanerna har dragit sig tillbaka från Korea.
- 1639 – Flickan Kristine Svendsdatter hittar det första av de båda Gallehushornen i Gallehus norr om Møgeltønder på södra Jylland. Hornet, som är i guld, är ett dryckeshorn från tidig järnålder och sedan det har överlämnats till kungen Kristian IV, som i sin tur ger det till sin son Kristian, blir det en dansk nationalklenod. Knappt 100 år senare (1734) hittar man ytterligare ett horn i närheten av den första fyndplatsen, men 1802 blir båda stulna och nedsmälta av en guldsmed. Efter andra världskriget lyckas man med hjälp av teckningar och tidigare kopior göra två kopior av hornen.
- 1810 – Under José Acevedo y Gómez ledning träffas en junta på sju personer i det spanska vicekungadömet Nya Granadas huvudstad Bogotá, där de utropar landets självständighet från Spanska imperiet. Det dröjer dock till 1816 innan Spanien erkänner det nya riket Colombias (nuvarande Colombia, Ecuador och Venezuela) självständighet och ända till 1819, innan spanjorerna officiellt upplöser vicekungadömet.
- 1866 – En österrikisk flotta besegrar en italiensk i slaget vid Lissa utanför den dalmatiska kusten i Adriatiska havet. Det blir en relativt enkel seger för österrikarna, eftersom den italienska sidan har drabbats av rivalitet bland befälen och de därför är uppdelade i små enheter, som österrikarna kan besegra en och en. Slaget blir emellertid en oväntad förlust för italienarna, som dittills mest har haft framgångar under det tredje italienska frihetskriget. Fredsslutet i oktober blir ändå fördelaktigt för Italien, då Österrike tvingas avträda Venetien till Frankrike, som i sin tur avträder det till Italien. Detta blir det första större slaget i världshistorien, där pansarklädda fartyg används och ett av de sista, där fartygen rammar varandra.
- 1904 – Flera olika danska tjänsteflickföreningar bildar organisationen De Samvirkende danske Tjenestepigeforeninger vid ett möte i Studentsamfundets sal i Köpenhamn. Målet är att förbättra tjänsteflickornas arbetsförhållanden i Danmark.[3] Under olika namn existerar organisationen fram till 1992, då den slås samman med Dansk Kommunal Arbejderforbund och bildar Foreningen af Offentligt Ansatte.
- 1924 – Världsschackförbundet Fédération Internationale des Échecs (FIDE) grundas i Paris. Man har tidigare gjort försök att grunda ett internationellt schackförbund i S:t Petersburg 1914 och i Göteborg 1920, vilket dock har misslyckats. Nu grundas dock förbundet av de schackspelare som deltar i årets sommar-OS i Paris, som en sorts fackförbund för schackspelare. Under de första åren har förbundet dock inte särskilt stor makt och är dåligt finansierat.
- 1944 – Den tyske diktatorn Adolf Hitler blir utsatt för ett bombattentat i sitt högkvarter Varglyan i Ostpreussen. Attentatsmännen är höga tyska militärer som under Claus Schenk von Stauffenbergs ledning vill störta Hitler och nazistregimen, för att få ett slut på andra världskriget, eftersom de ser, att det håller på att störta Tyskland i fördärvet. Då Hitler överlever attentatet med några lättare skador lyckas attentatsmännen efter det inte genomföra den statskupp, som de har förberett. Redan samma dag och dagen därpå blir von Stauffenberg och flera andra ledande konspiratörer infångade och avrättade. Under den följande månaden infångas över 5 000 personer, som anses ha med komplotten att göra, varav flera hundra blir avrättade.
- 1969 – Fyra dagar efter att raketen Apollo 11 har skjutits upp från John F. Kennedy Space Center i Florida nedsänks dess månlandare The Eagle till månen och placeras på dess yta klockan 20.17. Det dröjer dock ytterligare sex och en halv timme, innan de båda astronauterna Niel Armstrong och Buzz Aldrin kliver ur den, för att strax före klockan tre på morgonen bli de första människorna, som sätter sin fot på månens yta.
- 1974 – Fem dagar efter att den progrekiska paramilitära organisationen EOKA-B har genomfört en statskupp på medelhavsön Cypern och störtat president Makarios III inleder turkiska styrkor en invasion av ön. Denna leder till att Cypern delas i en turkisk nordlig del och en grekisk sydlig del. Anledningen till invasionen är att Turkiet känner sig hotat av statskuppen, eftersom man från turkisk sida fruktar, att Cypern ska bli en del av Grekland. Delningen av ön kvarstår än idag (2025), även om vissa lättnader har gjorts på senare år.
- 1976 – En månad efter att rymdsonden Viking 1 har nått fram till planeten Mars (19 juni) landar den på dess yta och följs även av Viking 2 den 3 september. De båda sonderna tar bilder av planeten och skickar dem tillbaka till jorden. Sonderna fortsätter användas till början av 1980-talet (Viking 1 till 1982 och Viking 2 till 1980), då man har fått tillräckligt med uppgifter om Mars.

## Födda
- 356 f.Kr. – Alexander den store, makedonisk general och fältherre, kung av Makedonien
- 1304 – Francesco Petrarca, italiensk diktare och humanist
- 1519 – Innocentius IX, påve
- 1620 – Nikolaes Heinsius den äldre, nederländsk filolog och diplomat
- 1656 – Johann Bernhard Fischer von Erlach, österrikisk arkitekt
- 1649 – Hans Willem Bentinck, nederländsk-engelsk adelsman och diplomat
- 1659 – Hyacinthe Rigaud, fransk konstnär
- 1737 – William Maclay, amerikansk politiker, senator för Pennsylvania
- 1744 – Joshua Clayton, amerikansk politiker, guvernör i Delaware, senator för samma delstat
- 1766 – Thomas Bruce, brittisk adelsman och diplomat
- 1774 – Auguste de Marmont, fransk militär, marskalk av Frankrike
- 1802 – David Julius Billengren, svensk läkare och författare
- 1817 – Johan Henrik Nebelong, dansk arkitekt
- 1822 – Gregor Mendel, österrikisk munk, korherre och ärftlighetsforskare, ansedd som genetikens fader
- 1833 – Waldemar Rudin, svensk mystiker, professor och hovpredikant, ledamot av Svenska Akademien
- 1838 – P.P. Waldenström, svensk filosofie doktor, lektor och präst, ledare för Svenska Missionsförbundet
- 1839 – Samy Nisser, svensk disponent, militär och riksdagsman
- 1847 – Max Liebermann, tysk konstnär
- 1849 – Robert Anderson Van Wyck, amerikansk demokratisk politiker, borgmästare i New York
- 1851 – Arnold Pick, tjeckoslovakisk neurolog och psykiater
- 1859 – Adolf, prins av Schaumburg-Lippe
- 1864
  - Erik Axel Karlfeldt, svensk poet och författare, ledamot av Svenska Akademien, dess ständige sekreterare, postum mottagare av Nobelpriset i litteratur 1931
  - William F. Whiting, amerikansk republikansk politiker och affärsman, USA:s handelsminister
- 1869 – Jo Byrns, amerikansk demokratisk politiker, talman i USA:s representanthus
- 1889
  - Erik Lindorm, svensk författare, skald och publicist
  - Ruth Weijden, svensk skådespelare
- 1890 – Giorgio Morandi, italiensk konstnär
- 1895
  - László Moholy-Nagy, ungersk skulptör, målare, formgivare och fotograf
  - W. Chapman Revercomb, amerikansk republikansk politiker, senator för West Virginia
- 1897 – Tadeus Reichstein, polsk-schweizisk kemist, mottagare av Nobelpriset i fysiologi eller medicin 1950
- 1899 – Sven Sköld, svensk kompositör, arrangör, cellist och dirigent
- 1900 – Einar Norelius, svensk illustratör och sagoförfattare
- 1905
  - Margareta Högfors, svensk operettsångare och skådespelare
  - Åke Ohberg, svensk skådespelare, regissör, producent och sångare
- 1913 – Ingrid Björnberg, svensk åldfru och barnflicka på Stockholms slott
- 1919
  - Edmund Hillary, nyzeeländsk bergsbestigare
  - Osborne Bartley, svensk läkare, fackföreningsman, ämbetsman och landshövding i Västmanlands län
- 1920 – Elliot Richardson, amerikansk republikansk politiker, USA:s försvarsminister och justitieminister samt handelsminister
- 1924 – Tor Isedal, svensk skådespelare
- 1925
  - Jacques Delors, fransk politiker, Europeiska kommissionens ordförande 1985–1995
  - Frantz Fanon, fransk psykiatriker, filosof och debattör
- 1928 – Pavel Kohout, tjeckisk-österrikisk författare
- 1931 – Karin Ahrland, svensk jurist, länsassessor, folkpartistisk politiker, statsråd och ambassadör
- 1932
  - Nam June Paik, koreansk-amerikansk konstnär
  - Otto Schily, tysk politiker och jurist, Tysklands inrikesminister
  - Sonja Westerbergh, svensk skådespelare
- 1933 – Buddy Knox, amerikansk sångare och låtskrivare
- 1936 – Barbara Mikulski, amerikansk demokratisk politiker, senator för Maryland
- 1938
  - Diana Rigg, brittisk skådespelare
  - Natalie Wood, amerikansk skådespelare
- 1940
  - Monica Dominique, svensk pianist, kompositör, arrangör, kapellmästare, revyartist och skådespelare
  - Bertil Jonsson, LO:s ordförande
- 1943
  - Chris Amon, nyzeeländsk racerförare
  - Bob McNab, brittisk fotbollsspelare
  - Wendy Richard, brittisk skådespelare
- 1945
  - Larry Craig, amerikansk republikansk politiker, senator för Idaho
  - Johanna Hald, svensk regissör, manusförfattare och stillbildsfotograf
- 1947
  - Gerd Binnig, tysk fysiker, mottagare av Nobelpriset i fysik 1986
  - Carlos Santana, mexikansk-amerikansk gitarrist och rockmusiker
- 1948 – Muse Watson, amerikansk skådespelare
- 1953 – Lee Garlington, amerikansk skådespelare
- 1954 – John Davis, amerikansk filmproducent
- 1955
  - Stig Larsson, svensk poet, dramatiker, romanförfattare, filmregissör och kritiker
  - Claes Nordin, svensk badmintonspelare och seglare
- 1957 – Donna Dixon, amerikansk skådespelare och fotomodell
- 1962 – Tomas Johansson, svensk brottare, bragdmedaljör
- 1964
  - Chris Cornell, amerikansk musiker, sångare och låtskrivare i gruppen Soundgarden, sångare i gruppen Audioslave
  - Pontus Gårdinger, svensk programledare
  - Bernd Schneider, tysk racerförare
- 1967
  - Reed Diamond, amerikansk skådespelare
  - Agneta Sjödin, svensk programledare och författare
- 1969 – Josh Holloway, amerikansk skådespelare
- 1971 – Sandra Oh, kanadensisk skådespelare
- 1973
  - Peter Forsberg, svensk ishockeyspelare
  - Haakon Magnus, norsk prins, Norges kronprins
- 1975
  - Judy Greer, amerikansk skådespelare
  - Birgitta Ohlsson, svensk liberal politiker, före detta statsråd
- 1978
  - Marija Aleksandrova, rysk ballerina
  - Pavel Datsiuk, rysk ishockeyspelare
- 1982 – Oscar Steen, svensk ishockeyspelare
- 1988 – Julianne Hough, amerikansk dansare, sångare och skådespelare
- 1993 – Lucas Digne, fransk fotbollsspelare

## Avlidna
- 985 – Bonifatius VII, motpåve
- 1031 – Robert II, 59, kung av Frankrike
- 1398 – Roger Mortimer, 24, engelsk adelsman och tronföljare
- 1408 – Sten Bengtsson (Bielke), svensk riddare och riksråd, Sveriges marsk
- 1524 – Claude, 24, Frankrikes drottning
- 1796 – John Houstoun, 51, amerikansk politiker och jurist, guvernör i Georgia
- 1820 – Matthaeus Fremling, 75, svensk filosof och professor
- 1856 – Emil Aarestrup, 55, dansk poet och läkare
- 1866 – Bernhard Riemann, 39, tysk matematiker
- 1881 – Theodor Bergk, 69, tysk klassisk filolog
- 1891 – David S. Walker, 76, amerikansk politiker och jurist, guvernör i Florida
- 1901 – Johan Laurentz, 50, svensk arkitekt
- 1903 – Leo XIII, 93, påve
- 1917 – Iwan von Müller, 87, tysk klassisk filolog
- 1923 – Pancho Villa, 45, mexikansk revolutionär
- 1926 – Felix Dzerzjinskij, 48, polskfödd sovjetisk politiker, grundare av och chef för tjekan
- 1927 – Ferdinand I, 61, kung av Rumänien
- 1937 – Guglielmo Marconi, 63, italiensk uppfinnare, mottagare av Nobelpriset i fysik 1909
- 1944 – Ludwig Beck, 64, tysk militär, arméstabschef
- 1951
  - Abdullah I, 69, emir av Transjordanien och kung av Jordanien
  - Wilhelm, 69, tysk prins, Tysklands kronprins
- 1973
  - Bruce Lee, 32, kinesisk-amerikansk skådespelare
  - Robert Smithson, 35, amerikansk konstnär inom minimalism och earth art
- 1982
  - Okot p'Bitek, 51, ugandisk författare och antropolog
  - Folke Andersson, 72, svensk skulptör och konstnär
- 1994 – Paul Delvaux, 96, belgisk målare
- 1995 – Ernest Mandel, 72, belgisk marxistisk politiker och ekonom
- 1996 – Bertil Boo, 82, svensk skådespelare och sångare (baryton) med smeknamnet ”den sjungande bonden”
- 2001 – Carlo Giuliani, 23, italiensk poet och anarkist
- 2007
  - Tammy Faye Messner, 65, amerikansk kristen tv-profil och sångare
  - Kai Siegbahn, 89, svensk fysiker och professor, mottagare av Nobelpriset i fysik 1981
- 2008 – Dinko Šakić, 86, kroatisk militär och krigsförbrytare, medlem i fascistorganisationen Ustaša
- 2009 – Gösta Werner, 101, svensk regissör, filmforskare, kritiker och professor
- 2011 – Lucian Freud, 88, brittisk målare
- 2012 – Karin Andersson, 93, svensk centerpartistisk politiker, statsråd
- 2014
  - Victor Atiyeh, 91, amerikansk republikansk politiker, Oregons guvernör
  - Bengt Lindwall, 81, svensk präst, författare och vigselförrättare i Kär och Galen
- 2017 – Chester Bennington, 41, amerikansk musiker, sångare i gruppen Linkin Park